# Коломбо, Умберто (легкоатлет)
Умберто Коломбо (итал. Umberto Colombo; 1880, Брембате-ди-Сопра, Ломбардия — XX век) — итальянский легкоатлет, выступавший в беге на короткие и средние дистанции, барьерном беге и прыжках в длину. Участник летних Олимпийских игр 1900 года.

## Биография
Умберто Коломбо родился в 1880 году в итальянской коммуне Брембате-ди-Сопра.
Выступал в легкоатлетических соревнованиях за миланский «Медиоланум». В 1898 году выиграл все 18 национальных турниров, в которых участвовал, включая чемпионат Италии в Турине в беге на 120 метров. В 1899 году вновь стал чемпионом Италии в беге на 100 метров.
В 1900 году вошёл в состав сборной Италии на летних Олимпийских играх в Париже. В беге на 100 метров занял в четвертьфинале 3-е место и не попал в полуфинал. В беге на 400 метров выбыл в полуфинале. Также был заявлен в беге на 110 метров с барьерами, беге на 200 метров с барьерами и прыжках в длину, но не вышел на старт.
Завершил выступления в 24-летнем возрасте.
О дальнейшей жизни данных нет.

## Личные рекорды
- Бег на 100 метров — 11,0 (1898)[2]
- Бег на 400 метров — 58,8 (1899)[2]